# Michaeliskirche (Neustadt am Rennsteig)

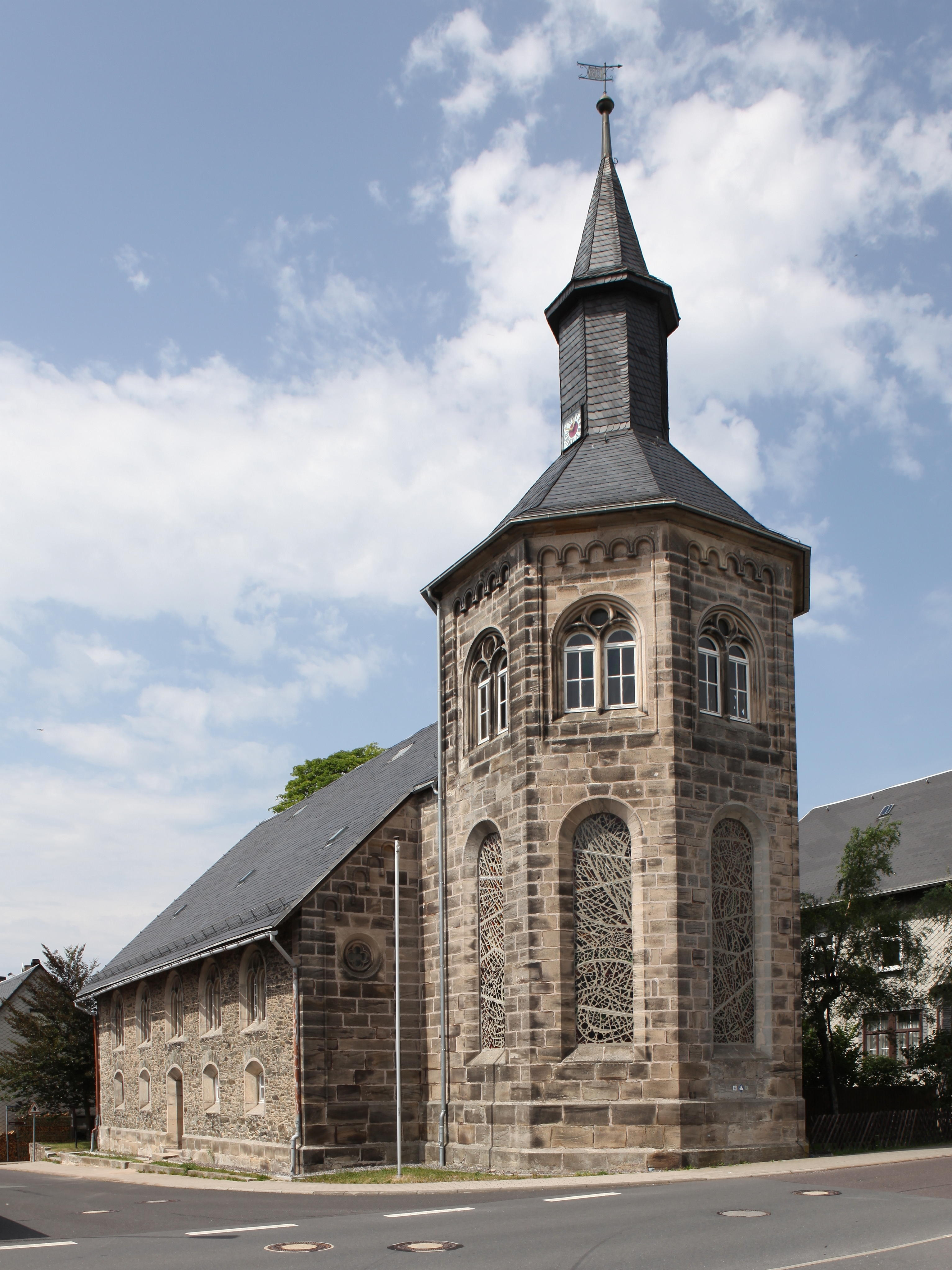
Die Kirche

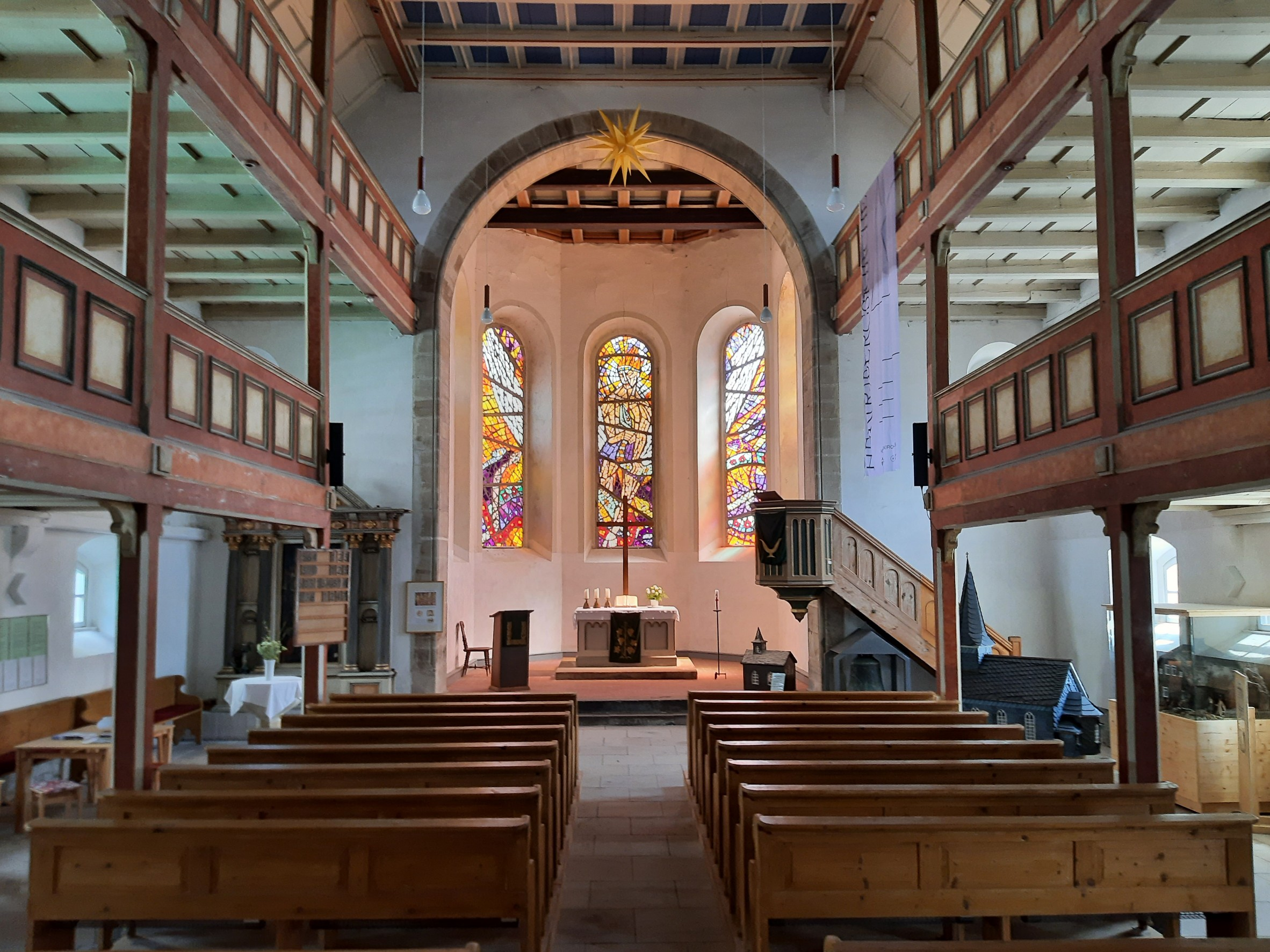
Innenraum der Kirche

Die Michaeliskirche – auch Meininger Kirche genannt, aufgrund ihres Standortes im Dorf und der damit einst verbundenen Landeszugehörigkeit – ist die evangelisch-lutherische Pfarrkirche im Erholungsort Neustadt am Rennsteig im Ilm-Kreis in Thüringen. Sie gehört zur Kirchgemeinde Neustadt am Rennsteig im Kirchenkreis Arnstadt-Ilmenau der Evangelischen Kirche in Mitteldeutschland.

## Geschichte
Der Rennsteig trennte nicht nur Neustadt, sondern auch die Gläubigen, weil das Fürstentum Schwarzburg-Sondershausen und das Herzogtum Sachsen-Meiningen Territorium im Ort besaßen. In der Folge hatte der kleine Ort zwei evangelische Kirchen. Die 1887 eingeweihte Schwarzburger Kirche gehörte zu Schwarzburg-Sondershausen und das bis 1945 Meininger Kirche genannte Gotteshaus, die Michaeliskirche, zu Sachsen-Meiningen. Eine erste Kirche aus Holz wurde von 1737 bis 1739 im meiningischen Teil von Neustadt gebaut. Die Weihe war am 13. September 1739. Eine Bauergänzung durch einen Dachreiter mit einer Glockenstube folgte 1810. Im Jahr 1856 wurde die alte Kirche wegen Baufälligkeit abgebrochen und bis 1859 an selber Stelle ein massiver Neubau errichtet.
Die Michaeliskirche erlitt Ende des Krieges 1945 durch Beschuss der amerikanischen Streitkräfte schwere Beschädigungen. Im Jahr 1989 erhielt der Künstler Medardus Höbelt den Auftrag, die Chorfenster aus der Nachkriegszeit durch Buntglasfenster zu ersetzen.
Seit dem Jahr 2017 bietet die Kirche als „Her(r)bergskirche“ während der Sommermonate Übernachtungsgelegenheiten für Wanderer.

## Baubeschreibung
Die neuromanisch gestaltete Chorturmkirche steht am Rennsteig im westlichen Teil Neustadts auf einer Höhe von 785 Meter über NHN. Es ist ein Saalbau mit einem rechteckigen Kirchensaal und einem eingezogenen, polygonalen Chor. Darüber befindet sich das Turmgeschoss, in dem zwei Glocken hängen, mit Haube, Knauf und Kreuz. Der Außenbau ist werksteinsichtig. Der Innenraum ist schlicht gehalten und beinhaltet eine zweigeschossige, hölzerne Empore.

## Ausstattung
Fünf farbige Buntglasfenster im Altarraum stellen den Zyklus „Michaels Kampf“ als Mahnung dar.
Ein Engelsfürst ringt mit dem Bösen dieser Welt (sieben Schlangen) = Todsünden, Neid, Gier, Hass, Untreue, Maßlosigkeit und Trägheit.
Auch die Trichterleuchte in der Altarnische ist von Höbelt. Sie erleuchtet den Altarraum, das Altarkreuz und den Altar.
Links vom Chorbogen befindet sich auf einem um 1600 entstandenen Altarblatt eine Renaissance-Darstellung der Kreuzigung. Das Werk stammt aus der Kreuzkirche zu Sondershausen.
Bei der im Zuge des Kirchneubaus von der Firma Hofmann aus Neustadt an der Heyde eingebauten Orgel wurden die Manualtasten, die Registerzüge, die Pedalklaviatur und praktisch alle Register der Orgel aus dem Vorgängerbau verwendet. Die abgebaute Orgel hatte Georg Christoph Hofmann 1828 mit 14 Registern auf zwei Manualen und Pedal errichtet. Das heutige Instrument mit 15 Registern auf zwei Manualen und Pedal ist zurzeit (Stand: 2013) nicht bespielbar.

## Verschiedenes
- Die zweite evangelische Kirche in Neuhaus am Rennsteig, die Gedächtniskirche oder auch Schwarzburger Kirche, wurde – nach erfolglosem Versuch, das Gotteshaus zu verkaufen – im Jahr 2016 abgerissen.